# Óscar Coello Cruz
Óscar Coello Cruz (Piura, 15 de abril de 1947), académico correspondiente de la Real Academia Española y miembro de número de la Academia Peruana de la Lengua. Poeta, catedrático y crítico literario peruano. Doctor en Literatura Peruana y Latinoamericana por la Universidad Nacional Mayor de San Marcos. Magíster en Literaturas Hispánicas por la Pontificia Universidad Católica del Perú. Profesor Principal a Dedicación Exclusiva de la Universidad Nacional Mayor de San Marcos, distinguido oficialmente como Docente Extraordinario Experto del Claustro.

## Biografía
Hijo de Andrés Coello Balda y Crescencia Cruz Villegas. Cursó sus estudios básicos en el Colegio San Miguel de Piura. Ingresó a la Universidad Nacional Mayor de San Marcos donde se graduó de Bachiller y Licenciado en Literaturas Hispánicas. Luego de obtener el grado de Magíster en Literaturas Hispánicas en la Pontificia Universidad Católica del Perú, optó el grado de doctor en Literatura Peruana y Latinoamericana por la Universidad Mayor de San Marcos. Entre 1969 y 1974 ejerció la docencia en diversas instituciones de enseñanza media; desde 1975 se desempeña como catedrático de Lengua Española y Literatura. En la actualidad, tiene la calidad oficial de docente investigador sanmarquino y rige las cátedras de Literatura Hispanoamericana (siglos XVI y XVII) y de Rítmica Castellana en la Facultad de Letras y Ciencias Humanas de la Universidad Nacional Mayor de San Marcos. En septiembre de 2022, fue incorporado como miembro de número a la Academia Peruana de la Lengua; en dicha ocasión leyó su discurso «Diego de Silva y Guzmán, el hijo de Feliciano de Silva». En octubre de 2022, fue nombrado académico correspondiente en Perú de la Real Academia Española.

## Obra
En 1979 publicó su primer poemario titulado De dunas, ostras y timbres, con prólogo de Washington Delgado Tresierra; luego, en 1980, Cielo de este mundo, con un estudio preliminar de Manuel Pantigoso. En el campo de los estudios literarios tiene publicados: El Perú en su literatura (1983), Los inicios de la poesía castellana en el Perú (2001), Los orígenes de la novela castellana en el Perú: La toma del Cuzco (1539) (1.ª ed. 2008), Las leyendas de la fundación del Perú (2019), y El narrador ficcional de Comentarios reales y La Florida del Inca (2021). Ha publicado, además, numerosos textos universitarios, entre los cuales están: Nuestro castellano (1994), Arte y gramática de nuestro castellano (1995) y Manual de semiótica clásica (2007).

## Los inicios de la poesía castellana en el Perú
En el año 1999, se dio a conocer uno de los estudios más pormenorizados y completos acerca de los primeros textos poéticos producidos en lengua española de la literatura peruana del siglo XVI. En el libro Los inicios de la poesía castellana en el Perú, se encuentra el ordenamiento del período inicial de la poesía castellana en el Perú; que, entre otros aciertos, ubica de modo correcto una obra capital de las primeras letras peruanas: El poema del descubrimiento del Perú, de Diego de Silva y Guzmán, escrito en el Cuzco en 1538, en coplas de arte mayor (283 estrofas), y que se estima como el primer libro de poesía del Perú y América. Junto a este autor, del cual se ofrece el texto, encontramos estudios y ediciones de las veintiún coplas reales de Francisco de Jerez, publicadas en Sevilla en 1534, de los poemas de Alonso Enríquez de Guzmán; y, también, de romances y coplas tradicionales de los primeros días del descubrimiento del Perú. Finalmente, en este trabajo se corrige definitivamente la falsa idea de que las coplas de la Isla del Gallo fueron las primeras muestras de la poesía de la fundación del Perú. 

## En búsqueda de los orígenes de la novela en el Perú:La toma del Cuzco (1539)
Las indagaciones de Óscar Coello acerca de las letras peruanas del siglo XVI se han enriquecido notablemente con la obra Los orígenes de la novela castellana en el Perú: La toma del Cuzco (1539). Diego de Silva y Guzmán, el hijo de Feliciano de Silva –novelista de libros de caballerías aludido por Miguel de Cervantes en el Quijote- no solo escribió El poema del descubrimiento del Perú, en 1538, sino que un año después elaboró un relato acerca del levantamiento de Manco Inca y el cerco del Cuzco ocurrido en 1536; y la disputa entre almagristas y pizarristas por la ciudad sagrada de los Incas. Este texto que tiene todos los rasgos distintivos de lo que hoy entendemos por una novela, se distancia de los libros de caballerías de la época, en tanto cuanto sus personajes pertenecen a la historia de hechos acaecidos (tal cual la primigenia novela histórica española, así llamada por Menéndez y Pelayo); y se acerca mejor a los viejos cantares épicos medievales cuyos personajes, a veces, pasan por entero como seres de la realidad.

## Clásicos peruanos
En el año 2016, la Academia Peruana de la Lengua incorporó las obras de Diego de Silva y Guzmán, el Poema de la conquista del Perú (1538) y la Toma del Cuzco (1539) a su Colección de Clásicos Peruanos. La edición, presentación y notas estuvieron a cargo de Óscar Coello. 

#### Libros
- Coello (2001). Los inicios de la poesía castellana en el Perú (2.a edición). Lima: Pontificia Universidad Católica del Perú. p. 372. ISBN 9972-42-405-7.

- Coello (2008). Los orígenes de la novela castellana en el Perú: La toma del Cuzco (1539) (1.a edición). Lima: Academia Peruana de la Lengua. p. 552. ISBN 9789972299322.
- Silva-Santisteban (1984). De la conquista al modernismo (1 edición). Lima: Fundación del Banco Continental. pp. 622-62.

- Tauro del Pino (2001). «Coello». Enciclopedia Ilustrada del Perú. Síntesis del conocimiento integral del Perú, desde sus orígenes hasta la actualidad 5. Lima: Peisa. p. 701. ISBN 978-9972-40-154-1.

#### En línea
- «Página oficial de Óscar Coello. Contiene información de obras».
- «Libros del autor en catálogos de bibliotecas del mundo».
- De dunas, ostras y timbres  Lectura libre del libro completo en la Biblioteca virtual de la APL
- Cielo de este mundo.  Lectura libre del libro completo en la Biblioteca virtual de la APL
- El Perú en su literatura.  Lectura libre del libro completo en la Biblioteca virtual de la APL
- Nuestro castellano. Lectura libre del libro completo en la Biblioteca virtual de la APL
- Arte y gramática de nuestro castellano. Lectura libre del libro completo en la Biblioteca virtual de la APL
- Manual de semiótica clásica. Lectura libre del libro completo en la Biblioteca virtual de la APL
- Los orígenes de la novela castellana en el Perú: La toma del Cuzco (1539). Lectura libre del libro completo en la Biblioteca virtual de la APL
- Poemas del descubrimiento del Perú y La toma del Cuzco. Lectura libre del libro completo en la Biblioteca virtual de la APL
- Los inicios de la prosa castellana en el Perú. Fuentes, estudio crítico y textos. Lectura libre del libro completo en la Biblioteca virtual de la APL
- «Disertaciones de Óscar Coello en YouTube».
- «Disertaciones de Óscar Coello en Vimeo».